# Allium marginatum
Allium marginatum — вид трав'янистих рослин родини амарилісові (Amaryllidaceae), поширений у колишній Чехословаччині й Угорщині.

## Поширення
Поширений у колишній Чехословаччині й Угорщині.